# Krisztián Simon
Krisztián Simon (ur. 10 czerwca 1991 w Budapeszcie) – węgierski piłkarz grający na pozycji prawego pomocnika. Od 2017 jest zawodnikiem klubu Újpest FC.

## Kariera klubowa
Swoją karierę piłkarską Simon rozpoczął w klubie Újpest FC w 2003 roku. W 2009 roku został zawodnikiem młodzieżowej drużyny Wolverhampton Wanderers. Jeszcze w 2009 roku wrócił do Újpestu. 12 września 2009 zadebiutował w nim w pierwszej lidze węgierskiej w wygranym 4:1 wyjazdowym meczu z Zalaegerszegi TE.
Na początku 2011 roku Simon został wypożyczony do Feyenoordu. W Eredivisie swój debiut zaliczył 19 stycznia 2011 w przegranym 0:2 wyjazdowym meczu z Ajaksem. W Feyenoordzie spędził pół roku.
Latem 2011 Simon wrócił do Újpestu. W maju 2014 wystąpił w wygranym po serii rzutów karnych finale Pucharu Węgier z Diósgyőri VTK (po 120 minutach był remis 1:1). Latem 2014 zdobył Superpuchar Węgier.
W lutym 2015 roku Simon podpisał kontrakt z niemieckim klubem TSV 1860 Monachium. W 2. Bundeslidze swój debiut zanotował 9 lutego 2015 w przegranym 1:2 domowym meczu z 1. FC Heidenheim.
W 2017 roku Simon wrócił do Újpestu.
| Sezon   | Klub               | Kraj     | Rozgrywki     | Mecze | Bramki |
| ------- | ------------------ | -------- | ------------- | ----- | ------ |
| 2009/10 | Újpest FC          | Węgry    | NB I          | 1     | 0      |
| 2009/10 | Újpest FC II       | Węgry    | NB II         | 18    | 5      |
| 2010/11 | Újpest FC          | Węgry    | NB I          | 15    | 2      |
| 2010/11 | Feyenoord          | Holandia | Eredivisie    | 8     | 0      |
| 2011/12 | Újpest FC          | Węgry    | NB I          | 22    | 2      |
| 2012/13 | Újpest FC          | Węgry    | NB I          | 20    | 2      |
| 2013/14 | Újpest FC          | Węgry    | NB I          | 26    | 7      |
| 2014/15 | Újpest FC          | Węgry    | NB I          | 17    | 6      |
| 2014/15 | TSV 1860 Monachium | Niemcy   | 2. Bundesliga | 8     | 1      |
| 2015/16 | TSV 1860 Monachium | Niemcy   | 2. Bundesliga | 3     | 0      |
| 2016/17 | TSV 1860 Monachium | Niemcy   | 2. Bundesliga | 0     | 0      |
| 2017/18 | Újpest FC          | Węgry    | NB I          | 22    | 1      |

## Kariera reprezentacyjna
Simon grał w młodzieżowych reprezentacjach Węgier. W dorosłej reprezentacji Węgier zadebiutował 7 czerwca 2014 w wygranym 4:0 towarzyskim meczu z Kazachstanem, rozegranym w Budapeszcie. W 78. minucie meczu zmienił Ádáma Gyurcsó.